# مات هارفي
ماثيو إدوارد هارف (بالإنجليزية: Matthew Edward Harvey) معروف بـ مات هارفي (ولد في 1989)، لاعب محترف في لعبة كرة القاعدة في الولايات المتحدة الأمريكية، يلعب مع فريق سينسيناتي ريدز.

## روابط خارجية
- مات هارفي على موقع دوري كرة القاعدة الرئيسي (الإنجليزية)
- مات هارفي على موقعبيزبول رفرنس.كوم (الدوري الرئيسي) (الإنجليزية)
- مات هارفي على موقعبيزبول رفرنس.كوم (الدوري الثانوي) (الإنجليزية)
- مات هارفي على موقع إي إس بي إن.كوم (أم.أل.بي) (الإنجليزية)
- مات هارفي على موقع مشجعي الرسوم البيانية (الإنجليزية)